# Variaties voor vibrafoons, piano's en strijkers
Variaties voor vibrafoons, piano's en strijkers is een compositie van Steve Reich uit 2005.
De muziek van Reich is altijd direct herkenbaar. Zijn stijl minimal music wordt/werd al niet door veel componisten omarmd, Reich onderscheidt zich daarbij ook van zijn collegae Philip Glass en John Adams. Van deze drie is Reich het meest gefocust op ritme. Dat is in dit werk dan ook direct wat opvalt. Het ritme geeft meteen ook het tempo aan en vormt een soort basso continuo door het gehele stuk; echter het zit niet in het basregister. Het werk bestaat uit drie delen simpelweg fast-slow-fast (resp 11;35, 6:51, 3:33 lang) genoemd. Het geheel is gebaseerd op de akkoordenreeks van de majeurtoonladders van D, F, As en B (steeds een kleine terts verschil). Het ensemble wikkelt de gehele cyclus af en doet dat in deel één vier keer; tweemaal in strakke vorm; bij 5½ minuut begint de tweede cyclus, die niet zo strak gecomponeerd is, vandaar de term variatie.
De muziek gaat zonder pauze over in het langzamere gedeelte; deze begint de cyclus op As. Die As-cyclus komt pas weer terug als de compositie zich al in deel drie bevindt, wederom zonder pauze.
De eindeloos voortkabbelende reeks, bijna allemaal in dezelfde toonlengte, wordt ondersteund door de piano’s. Deze spelen geen melodie, maar geven in een bijna niet te volgen ritmisch patroon accenten aan; deze accenten worden gespeeld op de secunde, kwart, kwint en sext van de toonladder die aan de beurt is.
Alles bij elkaar vormt een ongelijk wiegende muziek, die als andere minimal music een trance teweegbrengt, ware het niet dat de noten van de piano het gewieg lichtjes verstoort, maar daar tevens aan bijdraagt, doordat ze het werk in tempo houden. De combinatie van de pianonoten zorgt voor stuwing van de muziek, alsof deze steeds sneller gaat, maar dat is gehoorsbedrog.
De combinatie vibrafoon en piano (of hoeveelheid daarvan) is een lievelingscombinatie van de componist. Hij vindt de zilverachtige klanken die de combinatie geeft optimaal. Overigens leent zijn muziek zich uitstekend voor vibrafoons of soortgelijke muziekinstrument zoals marimba (Six Mallets; Four Sections).

## Instrumentatie
- 4x vibrafoon
- 2x piano
- 3x strijkkwartet, dus 3x 2 violen, 1 altviool, 1 cello; of een klein strijkorkest.

## Choreografie
De Brits-Bengaalse danser en choreograaf Akram Khan maakte een choreografie op de muziek van Reich. Het 35 minuten durende stuk ging op 18 maart 2006 in première in de Kölner Philharmonie in Keulen. Uitvoerenden waren het London Sinfonietta (muziek) en drie dansers van de Akram Khan Company (dans). Na Keulen volgden nog uitvoeringen in steden als Parijs, Brussel, Wenen, Amsterdam (Concertgebouw), Birmingham en Athene, voordat het de Atlantische Oceaan overstak. De laatste uitvoering vond plaats in op 7 oktober 2006 in de Brooklyn Academy of Music in New York.

## Discografie
- Uitgave Nonesuch: London Sinfonietta o.l.v. Alan Pierson

It's Gonna Rain (1965) ·   Come Out (1966) ·   Reed Phase (1966) ·   Piano Phase (1967) ·   Violin Phase (1967) ·   Pendulum Music (1968) ·   Four Organs (1970) ·   Drumming (1970–1971) ·   Clapping Music (1972) ·   Six Pianos (1973) ·   Music for Mallet Instruments, Voices and Organ (1973) ·   Music for 18 Musicians (1974–1976) ·   Music for a Large Ensemble (1978) ·   Octet (1979) ·   Variations for Winds, Strings and Keyboards (1979) ·   Tehillim (1981) ·   Vermont Counterpoint (1982) ·   Eight Lines (1983) ·   The Desert Music (1984) ·   Sextet (1984) ·   New York Counterpoint (1985) ·   The Four Sections (1987) ·   Electric Counterpoint (1987) ·   Different Trains (1988) ·   The Cave (1993) ·   City Life (1994) ·   Proverb (1995) ·   Triple Quartet (1998) ·   Three Tales (1998–2002) ·   Cello Counterpoint (2003) ·  Variations for vibes, pianos & strings (2005) ·   Daniel Variations (2006) ·   Double Sextet (2007) ·   2×5 (2008) ·   Mallet Quartet (2009) ·   WTC 9/11 (2010) ·   Radio Rewrite (2012)